# Rothaus Regio-Tour 2007
Die 23. Rothaus Regio-Tour fand vom 22. bis 26. August 2007 statt. Das Radrennen wurde in fünf Etappen über eine Distanz von 706,9 Kilometern ausgetragen. Das Rennen zählt zur UCI Europe Tour 2007 und ist in die Kategorie 2.1 eingestuft.

## Etappen
| Etappe    | Tag        | Start – Ziel                    | km       | Etappensieger       | Führender           |
| --------- | ---------- | ------------------------------- | -------- | ------------------- | ------------------- |
| 1. Etappe | 22. August | Lutterbach (F) – Sulz (F)       | 183,3    | Alessandro Petacchi | Alessandro Petacchi |
| 2. Etappe | 23. August | Müllheim – Neuenburg am Rhein   | 169,1    | Moises Duenas       | Moises Duenas       |
| 3. Etappe | 24. August | Wehr – Schopfheim               | 159,4    | Andy Cappelle       | Moises Duenas       |
| 4. Etappe | 25. August | Sexau – Sexau                   | 26 (EZF) | Michail Ignatjew    | Moises Duenas       |
| 5. Etappe | 26. August | Lahr – Vogtsburg im Kaiserstuhl | 169,1    | Adrian Palomares    | Moises Duenas       |